# Fox Broadcasting Company
Fox Broadcasting Company, або просто FOX — американська телевізійна мережа. Власником FOX є FOX Entertainment Group. Одна з найбільших телекомпаній світу.
FOX заснована в 1986 році в Нью-Йорку Рупертом Мердоком. Головний офіс у Лос-Анджелесі.
Телекомпанія стала успішною і відомою завдяки ряду вкрай популярних телевізійних та анімаційних серіалів, як-от «Одружені… та з дітьми» (1987), «Шоу Трейсі Ульман» (1987), «Сімпсони» (1989), «Район Беверлі-Гіллз» (1990), «Район Мелроуз» (1992), «Цілком таємно» (1993), «Король гори» (1997), «Еллі Макбіл» (1997), «Сім'янин» (1999), «Футурама» (1999) та іншим.

## Історія
Історія компанії бере початок у березні 1985 року, коли Руперт Мердок почав скуповувати невеликі телекомпанії й об'єднувати їх під керівництвом своєї компанії News Corp. Спочатку у володінні Мердока було лише 6 телестанцій, на які припадало 22 % аудиторії США. Ці компанії були об'єднані у «Фокс Телевіжн Стейшнз Груп» (Fox Television Stations Group). Першою програмою, що вийшла в новій компанії, було вечірнє ток-шоу з Джоан Ріверз. Із самого початку компанія позиціонувала себе як розважальну, орієнтуючись передусім на молоду аудиторію. Згодом на мережі вийшло декілька дуже успішних серіалів, як-от «Сімпсони» та «Цілком таємно», які підняли престиж компанії й затвердили її провідні позиції на американській та світовій арені.

## Ефірне мовлення
У покритті новин компанія надає перевагу консервативним оглядачам та політикам. Фокс має численні філії майже в усіх штатах США, а також у Канаді, Мексиці та інших країнах.
Телекомпанія стала відомою завдяки кільком успішним та популярним серіалам, які вийшли на її хвилях, як-от «Сімпсони», «Футурама», «Одружені … та з дітьми», «Цілком таємно», «24», «Доктор Хаус», «Теорія брехні», «Кістки», «Втеча з в'язниці», «Межа», «Хор» та інші.